# 2023 au Ghana
Chronologie du Ghana
- 2019
- 2020
- 2021
- 2022
- 2023
- 2024
- 2025
- 2026
- 2027

Cet article présente les faits marquants de l'année 2023 au Ghana.

## Décès

### Février
- 18 février : Christian Atsu - Footballeur international ghanéen (date de découverte du corps).

### Mars
- 27 mars : 
  - Philip Atta Basoah - Homme politique ghanéen.
  - Letitia Obeng - Zoologue ghanéenne.

### Mai
- 31 mai : Ama Ata Aidoo - Dramaturge, romancière, universitaire et femme politique ghanéenne.

### Novembre
- 11 novembre : Raphael Dwamena - Joueur de football international ghanéen.